# L'Évadé d'Alcatraz (film, 1938)
Pour les articles homonymes, voir L'Évadé d'Alcatraz.
Pour plus de détails, voir Fiche technique et Distribution.
L'Évadé d'Alcatraz (King of Alcatraz) est un film américain réalisé par Robert Florey, sorti en 1938.
Le film a comme acteurs principaux Gail Patrick, Lloyd Nolan, Harry Carey, J. Carrol Naish, Robert Preston et Anthony Quinn.

## Synopsis
Après s'être échappé d’Alcatraz, un prisonnier prend le contrôle d’un navire de plaisance. Deux membres de l’équipage vont essayer de reprendre les choses en main.

## Distribution
- Clay Clement : Fred Cateny